# هورست ديفيد
هورست ديفيد (بالألمانية: Horst David) هو مخرج جوقة وقاتل متسلسل ألماني، ولد في 22 نوفمبر 1938 في فروتسواف في بولندا.